# Црква Св. Ђорђа у Горњој Мутници
Црква Св. Ђорђа у Горњој Мутници, насељеном месту на територији општине Параћин представља непокретно културно добро као споменик културе.
Остаци цркве посвећене Светом Ђорђу налази се на око двеста метара од последњих сеоских кућа, на месту где речица Сувара излази из клисуре. То је једнобродна грађевина, са припратом грађеном истовремено са наосом и полукружном апсидом на истоку. Зидови цркве зидани ломљеним каменом у кречном малтеру, очувани су до висине од око 0,7m изнад коте првобитног терена.
Уцртана је на аустроугарским мапама из 18. века а на основу архитектонског облика и пропорција, датована је у другу половину 14. века.